# Rupert Brooke
Rupert Brooke (ur. 3 sierpnia 1887 w Rugby, zm. 23 kwietnia 1915 w Skiros) – angielski poeta zaliczany do pokolenia I wojny światowej, obok Ivora Gurneya, Wilfreda Owena i Siegfrieda Sassoona.

## Życiorys
Urodził się 3 sierpnia 1887 w Rugby. Tam też chodził do szkoły, w której pracował jego ojciec. Studiował na uniwersytecie w Cambridge. Potem studiował w Niemczech i podróżował po Włoszech. W 1909 przeniósł się do wioski Grantchester niedaleko Cambridge. W 1911 wydał swój pierwszy tomik. W 1913 został przyjęty do King's College w Cambridge. W tym samym roku wyruszył w podróż do Ameryki Północnej Nowej Zelandii i Oceanii. Do ojczyzny powrócił, gdy wybuchła wojna. Zmobilizowany do Royal Naval Division, wziął udział w ekspedycji do Antwerpii. Jego dowódcą był Winston Churchill.  W 1915 wyruszył ku Dardanelom. Zmarł w wyniku zakażenia po ukąszeniu komara na pokładzie statku szpitalnego nieopodal greckiej wyspy Skyros 23 kwietnia 1915. Został pochowany w oliwnym gaju na Skyros.

## Twórczość
Brooke był autorem patriotycznych wierszy podkreślających bohaterstwo walczących żołnierzy. Jego najbardziej znanym utworem jest The Soldier. Liryka Brooke'a jest kontrowersyjna ze względu na idealistyczne podejście autora do wojny. Trzeba jednak zaznaczyć, że poeta osiągnął mistrzostwo w zakresie patetycznego stylu i wyrafinowanej wersyfikacji. Chętnie wypowiadał się w formie sonetu, rymowanego na sposób szekspirowski (ababa cdcd efef gg).
Tomik 1914 and Other Poems ukazał się pośmiertnie w 1915.